# Intermède

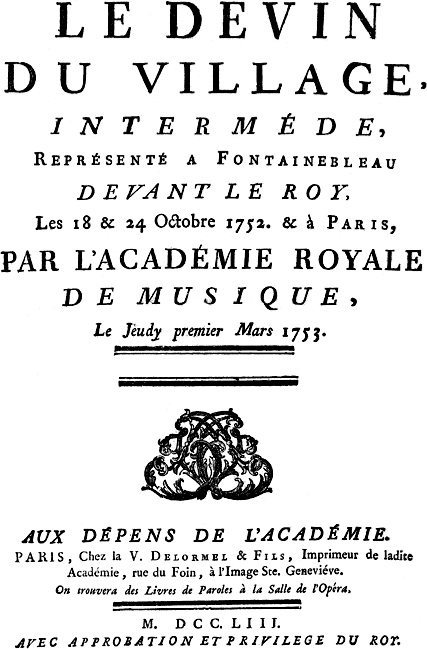
Página de título de Le Devin du village (libreto), texto y música de Jean-Jacques Rousseau (1712-1778)

Intermède es un término francés para una representación teatral o musical que implica canto y danza, también un género operístico del siglo XVIII. 
El contexto en el que el intermède fue interpretado ha cambiado a lo largo del tiempo. Durante el siglo XVI eran entretenimientos cortesanos en los que el ballet era un elemento importante. El intermède a veces se representaba entre los actos de obras habñadas, especialmente en el siglo XVII cuando se representaban con las obras de Pierre Corneille y Jean Racine.
Durante el siglo XVIII, el término se usó para el género italiano de ópera llamado intermezzo como se representaba en la Francia del siglo XVIII, bien en el idioma original o en la traducción francesa (como La servante maîtresse, la versión francesa de La serva padrona de Pergolesi), pero también para las obras francesas originales de estilo similar en uno o dos actos, con o sin diálogo hablado. Durante el curso del siglo, el intermède gradualmente desapareció tal como se desarrolló y transformó en la opéra comique.
Durante los siglos XIX y XX, el término fue usado ocasionalmente, normalmente anacronístico, por compositores de ópera, pero también como un término relacionado con la música instrumental.